# Arne Palmqvist
Per Olof Arne Palmqvist, född 28 maj 1921 i Brunflo församling, Jämtland, död 15 januari 2003 i Helga Trefaldighets församling, Uppsala, var biskop i Härnösands stift 1967–1975 och i Västerås stift 1975–1988.

## Biografi
Palmqvist studerade teologi vid Uppsala universitet, där han blev teologie doktor och docent i  kyrkohistoria 1955. Doktorsavhandlingen rörde den romersk-katolska kyrkans historia i Sverige fram till 1871. Han prästvigdes i Uppsala 1956, och var lärare vid Stockholms Teologiska Institut 1959, samt prodirektor där 1965. Palmqvist var expertmedlem i flera statliga utredningar om Svenska kyrkan. Han var redaktör och ansvarig utgivare för Svensk Kyrkotidning 1965–1968. 
Arne Palmqvist var en markerad förespråkare för ett bevarat samband mellan kyrka och stat, och agerade kyrkopolitiskt mycket aktivt i denna riktning. Efter sin pensionering lämnade han sitt engagemang inom detta område och övergick till skol- och personhistorisk forskning. Han utgav Fjellstedtska skolans historia (1994), och tillsammans med Sara Smedh en biografisk matrikel över alla studenter vid denna skola 1863–1982 (1997).
Hedersledamot vid  Norrlands nation i Uppsala 1968.
Gift den 15 maj 1948 med Elsa Marianne Persson, född 16 november 1920 i Uppsala, död 20 februari 2021. Makarna Palmqvist är begravda på Uppsala gamla kyrkogård.